# Montézic
 Montézic  (en occitano Montasic) es una población y comuna francesa, situada en la región de Mediodía-Pirineos, departamento de Aveyron, en el distrito de Rodez y cantón de Saint-Amans-des-Côts.

## Demografía
| 312 | 238 | 240 | 297 | 226 | 240 |
| Para los censos de 1962 a 1999 la población legal corresponde a la población sin duplicidades (Fuente: INSEE [Consultar]) |     |     |     |     |     |